# 真・仮面ライダー 序章
『真・仮面ライダー 序章』（しん かめんライダー プロローグ）は、1992年2月20日に東映ビデオより制作・発売されたオリジナルビデオ。
販売はバンダイメディア事業部。東映ビデオで制作・発売されたことから東映Vシネマと扱われることもあるが、VHS、DVDともに「東映Vシネマ」、「東映VCINEMA」のレーベル表記は用いられておらず、バンダイメディア事業部を統合したバンダイビジュアルのレーベル表記である「EMOTION」が用いられている。

## あらすじ
都内に連続女性殺人事件が発生していた。父の研究を手伝っていた風祭真は財団により、自らも知らぬ間に生体改造兵士（バイオボーグ・ソルジャー）レベル3にされてしまう。そしてある日、真は鬼塚義一のレベル3への変身の影響を受け、感情の高まりと共に異様なバッタ怪人の姿へと変貌していく。

## 概要
仮面ライダー生誕20周年記念作品として制作されたが、実際には生誕21年目での発売となり、本来20周年にあたるのは前年の1991年であるが、当時のバンダイによると「昨年、ウルトラマンが25周年にあたり、重複を避けようということもあり、今年を20周年とし、営業を進めている」としている。映像作品としての「仮面ライダー」は、1989年9月に放送終了した『仮面ライダーBLACK RX』以来2年半ぶりとなった。監督は『世界忍者戦ジライヤ』や『時空戦士スピルバン』などでメイン監督を手掛けた辻理が手掛けた。

### 特徴
石ノ森章太郎は『仮面ライダーBLACK』について「原点に立ち返るつもりでの仮面ライダー0号」と述べているが、本作品に関しても「今回の真・ライダーは0号」と語っている。原作者の石ノ森にとって仮面ライダーとは1号こそが原型であり、木にたとえれば幹であって、あとは枝葉にあたる。0号である『真』は木の根に該当し、もう一度最初の仮面ライダーのイメージを掘り起こしたいという意向が込められた発言である。
これまで子供向けに制作されていたシリーズとは一線を画す「大人向け特撮作品」を目指し、発売当時注目を集めていた大人向けのオリジナルビデオ作品と、石ノ森の「仮面ライダーを大人も楽しめるエンターテインメント作品にしたい」という強い思いから、大人をターゲットに制作された。そのため、主人公とヒロインの大人の愛と悲劇が描かれた脚本となり、全裸で主人公とヒロインがプールで泳ぐシーンなどといった大人をターゲットとした場面も登場する。
本作は1号からRXまでの世界観は繋がっておらず、基本的に過去作の世界観を一新したパラレルワールドになっている。
平成になってから制作された作品であるが、「仮面ライダークウガ」以降のいわゆる「平成仮面ライダーシリーズ」には含まれておらず、「昭和仮面ライダーシリーズ」に含まれている。

### 製作経緯
『RX』終了の1989年9月の段階で企画は立ち上がっており、当初は『仮面ライダーZX』同様の誌上展開も考えられていた。その後、劇場用映画版に代わって小野寺丈による準備稿が執筆されていた。一方、石ノ森章太郎も別途に「ガイア理論」をテーマとした『仮面ライダーガイアシノプシス』を用意しており、その構想を基に、小野寺丈が今日的要素を織り交ぜ、宮下隼一も参加して脚本が完成された。また、中村あずさ主演の特撮Vシネマ『女バトルコップ』のノウハウを使って仮面ライダー作品を作ろうという話もあり、最終的にビデオ作品としてのリリースが決定した。
「原点の仮面ライダー1号を超えた仮面ライダー0号である」という意図から、ヒーロー的な要素が全くない醜悪なモンスターとして登場するが、これは第1作の『仮面ライダー』で描写が見送られた「仮面やスーツを着用して改造人間の醜い体を隠す」という本来の「仮面」の意味を、次回作で語るという狙いがあった。そのため、「序章」というタイトルからも判るように、当初は全3話もしくは全5話を想定したシリーズ化を目指していたが、続編が制作されることはなかった。これは本作品が不評だったからではなく、むしろビデオの売れ行きが好調で、1993年に仮面ライダー映画の公開が決まったものの、『真』の続編は検討されつつも最終的に完全新作でいく方針に転換したためである。その経緯で制作されたのが『仮面ライダーZO』であり、1994年には『ZO』の続編企画を発展させた『仮面ライダーJ』の制作にも結果的につながった。仮にシリーズ化が実現していれば、シンが仮面とスーツやバイクを手に入れて「仮面ライダーガイア」となってゆく過程が描かれたはずであり、原作者のラフデザインも存在する。こうして、大人向けの仮面ライダーというコンセプトの映像作品は、2005年公開の映画『仮面ライダー THE FIRST』まで途絶えることになった。
最初のプロットでは、ヒーロー番組『仮面ライダー』で育った人物が夜な夜な仮面ライダーのコスプレをしてヒーローごっこをしているうち、本当の事件に巻き込まれるというものだった。このプロットにプロデューサーの白倉伸一郎が反対してより原点回帰的な作品を提案し、石ノ森は苦笑いして承諾したという。とはいえ仮面ライダーBLACKの企画当初にも石ノ森章太郎が同様の話をして却下されたエピソードがあり、これが全く石ノ森の想定していない案だったわけではない。

### 制作
プロデューサーの堀長文と吉川進、監督の辻理、特撮監督の矢島信男、脚本家の宮下隼一とスタッフは『RX』と同じのほか、後に平成仮面ライダーシリーズ（第1期）の大半をプロデュースする白倉伸一郎がプロデューサーとして初めて携わった仮面ライダー作品である。また、冒頭には石ノ森章太郎が出演している。
宮下は、石ノ森の目指すリアルな作風と、小野寺が志向する内容には噛み合わない部分があり、全体の分量も多かったため整理が必要であったことを証言している。

### 名称
真の変身後の形態は、オープニングクレジットではタイトルの通り「真・仮面ライダー」と記載されているものの、劇中で明確には仮面ライダーと呼称されておらず、変身後の姿を指す呼称も存在しない。劇中では、終盤でCIAが彼に「MASKED RIDER」というコードネームをパソコンで入力した場面のみである。
公式を始めとする多くの媒体で用いられている名前は仮面ライダーシンであり、後年の映像作品ではこの名称で実際に呼ばれている。

## 登場人物

### 主人公とその関係者
風祭 真（） / 仮面ライダーシン（改造兵士レベル3）
本作品の主人公。城南大学体育学部出身のオートレーサー。25歳。IQ250。500ccロードレースの日本予選で初出場初優勝を果たし、世界グランプリを目指している。頭脳明晰にしてスポーツ万能。世界グランプリ制覇の夢を捨て、ISSにいる父・大門に協力し、自ら人体実験の被験者となっていたが、密かに鬼塚によって分子的外科手術を施され、人間とバッタの遺伝子を融合させた「改造兵士レベル3」となっていた。鬼塚と意識を共有していたため、自分自身が殺人鬼ではないのかと苦悩するが、彼が死亡したことにより呼応反応を起こし、シンとして覚醒する。
父と最愛の女性を失った一連の事件の後、愛との間にできた子供・ライダーベビーが宿る愛の遺体を抱えたまま、姿を消す。
行方不明後、CIAの記録には彼のコードネームとして「MASKED RIDER（仮面ライダー）」と記された。
- 「城南大学出身のロードレーサー」という設定は、真を演じていた石川自身の要望によるもので、本郷猛と同様の設定を反映させたものとなった。

風祭 大門（）
真の父親。臨床的免疫工学の権威。48歳。過去に被験者が死亡してしまう事故を起こしてしまったため、一時研究を断念していたが、氷室に騙され、ISSの研究チームの人体細胞改造の主任として「財団」のサイボーグソルジャー開発計画に加担してしまうことになるが、研究目的の真実を知ったことで監禁された後、愛とともに脱走する。だが、計画において重要な人物であったため、真の子を身籠った愛と共にニューヨークの本部に送り込まれることになっていたが、真によって救出される。しかしその直後、真とともに財団のヘリコプターによって再度捕らわれてしまう。最後はセーラの放ったランチャーがヘリコプターに直撃し、ISS本部に落下した爆発に巻き込まれ、死亡する。

明日香 愛（）
真の看護師でISS職員。23歳。実は「財団」のメンバーで真の監視役を務めていたが、共に過ごすうちに真と愛しあうようになり、やがて真と結ばれ彼の子供を身ごもる。しかし財団に捕らわれて脱出した後、真を庇って氷室の銃弾を受け、致命傷を負う。最期に自らの身篭った自分たちの子供の未来を真に託し、息を引き取る。

結城 卓也（）
真と愛が通うスポーツクラブに勤務する元レーサーでインストラクターの青年。25歳。真の大学時代からの親友にしてロードレーサーとしての先輩でもあり、彼の良き相談相手。かつては真とともにインターナショナルAクラス500CCロードレースで、世界グランプリを目指していた。奥手である真を励まし、愛との恋愛をまとめようとする優しい青年。

ミュータントベビー
愛が真との間に身篭った子供。改造兵士となった真の遺伝子を受け継いだバッタと自然に融合したミュータントでもある。外見は人間の赤ん坊だが、背中に羽のような器官がある。また、変身した真と同じく額に「第三の眼」を表している。
胎児でありながら既に真とのテレパシー能力やエネルギー波などの超能力を発揮しており、母体である愛の危機に際し真をテレパシーで呼び寄せ、愛の脱走を手助ける。
愛が命を落とした後もなお生き続け、真に歩むべき道を指し示す。
- 仮面ライダーがあくまでも「人間」であることを示すために描かれたものである。

その他の登場作品
小説版『S.I.C. HERO SAGA MASKED RIDER SHIN EDITION -終わりの始まり、始まりの終わり-』
風祭 新の名前で登場。生まれながらにして改造兵士の能力を持ち、父親と同じ仮面ライダーシンの姿に変身することが可能。有事には昔放送されたテレビ番組『仮面ライダー』のコスチュームを模した強化服を着用する。その特異な出自ゆえ、財団やCIAといった複数勢力にその身柄を狙われている。

### CIA
セーラ・深町（）
CIAのコマンドチームの工作隊の女性リーダー。28歳。財団への調査を進める中で真と出会う。任務には忠実で、改造兵士開発を阻止するため、鬼塚を輸送するトラックへの攻撃他の非合法活動においては現場で部隊を指揮するところからその有能さが窺い知れる。しかし自分の目前で異形の姿に変身するなど財団の秘密と関わりが深い真への対処では、彼の素性を知り捕獲を提案するも、危機から救われることもあってか非情になりきれない面も見せる。
その他の登場作品
小説版『S.I.C. HERO SAGA MASKED RIDER SHIN EDITION -終わりの始まり、始まりの終わり-』
名前が言及される。CIA所属として新（真の息子）の身柄を狙っていることが新自身の口から語られている。

## 仮面ライダーシン
バッタの浸食性遺伝子細胞を身体に組み込まれた風祭真が変身する局地戦汎用ゲリラコマンド改造兵士レベル3の特異体。
バッタが有する「テレパシー能力」により、呼応反応と称される「同族感情や意識の共有」で統制を取る。
感情の高揚（おもに怒りの感情）によってアドレナリンの分泌が活性化すると筋肉中のグリコーゲンが糖化し、体内のバッタ遺伝子内“X-α素子”が干渉を受けて細胞活性化物質“バッテリゲン”が体内に分泌され、その効果で細胞の急激な変異“体内変身（インナーチェンジ）”が誘発して第3の目が額に開き、触角がその脇から伸びて両目が赤くなり、細胞活性化のエネルギーが煙状や光となって全身を包んだ後、服が破れ飛びながら肉体が肥大化し、表面にバッタの形質が現れ改造兵士レベル3-仮面ライダー-に変身を遂げる。それとは逆に怒りが解けると変身が解除される。
変身後は強靭な肉体そのものを武器にして臨戦。従来の仮面ライダーのように特訓によって磨き上げたキックなどの必殺技がなく、腕力や脚力をそのまま発揮した、原始的で闘争本能に基づく戦闘に終始している。常人の10倍以上の戦闘力で、1体で歩兵中隊にも勝る場合がある。湾曲した手足の爪ハイバイブ・ネイル、四肢に生えそろう鋸状の器官スパインカッター、口腔の鋭利な牙ブレイクトゥーサーなどを駆使する。また、ある程度の対象を接触せずとも粉砕できる超能力“超強力念力”を有する。同格の改造兵士レベル3鬼塚との最たる相違点は額中央のコントロール器官“第三の眼”の存在であり、これによって真は変身後も破壊衝動が制御され、自己意識・理性を保持したままで超人的な戦闘力をコントロールする。
全身がセラミックの5倍の強度を持つ緑色の甲殻細胞に覆われており、皮膚は攻撃に対する衝撃の75.0パーセントを減衰するショックアブソーバーとして機能し、極限まで活性化させられた細胞は、傷を負っても通常の人間の5,000倍の細胞増殖にて短時間で急速再生・回復する。実際、劇中で豪島の斬撃により右肩に裂傷を負ったが、瞬時に傷口がふさがり回復している。また、30分程度ならば無呼吸で水中活動も可能である。唯一最大の弱点は高熱であり、シンは生物であるため700度から800度の火炎には約5分間しか耐えることができない。劇中、改造兵士レベル3・鬼塚がロケットランチャーの攻撃により全身を焼かれ、絶命している。低温については、零下10度までなら100パーセントの能力を発揮できる。
変身前でもある程度の身体能力を発揮することが可能で、高速での走行、約10メートルの跳躍、素手で鋼鉄のシャッターを紙のように破くなどしていた。
- 企画初期では「仮面ライダーガイア」と呼称されており、装飾物を排除し、生物的フォルムが重視された「バッタ男」として描かれていた[2]。これについては、石ノ森が考えていた「肉体が生体的改造によってバッタのように変異した人間」というライダー像を忠実に再現したものである[2]。額の「第三の目」は初期段階からあり、「聖なる者の印で、人類が失った精神や能力の象徴で、この目が開くことで、単なる科学による怪物への変身ではなく、人間が失った精神を復活させる変身である」と石ノ森は説明している[2]。続編に向けて、バイクスーツとヘルメットに身を包んだデザインは、強化スーツを着用したシンが弱点を克服すると同時に自分のグロテスクな体を隠すという設定で描かれたものである[2]。
- スーツはスーツアクターを担当した岡元次郎の顔と身体から石膏で型取りして制作された[33][34]。撮影では、スーツにグリースを塗って生物的な皮膚感を演出している[17]。アップ用のギミックマスクでは、内部メカにより目や口が開閉する[17]。
- 岡元は、章ごとにポージングが変化するだろうと想定して、本作品ではヒーローとしてのポージングよりもバッタ男としての動きのリアリティを追求することを目指した[33]。キツいウエットスーツを着ているようなものであったため、アクション的には制約があって大変であったという[34]。
- 変身時には、メカが仕込まれたダミーヘッドを用いて、肉体や顔が変質していくプロセスがSFXで描かれた[35]。
- 『スーパー・プレミアム・ビデオ 東映怪人大図鑑』ではヒーローではなく怪人として扱われている。
- 仮面ライダーBLACKと仮面ライダーBLACK RXを同一人物として一人と数えていた際にはシンは「12号」とカウントされていたが[36]後の『ネット版 仮面ライダーディケイド オールライダー超スピンオフ』で設定の整理が行われ、BLACKが11号、BLACK RXが12号とされ、公式にはシンは13号目の仮面ライダーとなっている。

シンの身体スペック
パンチ（真ライダーパンチ）
19ミリメートルの最硬強化ガラスを一撃で粉砕する。氷室に致命傷を負わせ、その後のレベル2・豪島との戦闘の際には跳躍力を利用した急降下によるパンチでボディに大ダメージを与えた。
キック（真ライダーキック）
一撃で鉄柱を5本突き破る。バッタの跳躍力でキックを空中から繰り出し、極限まで威力を高めることが可能。ただし、さほどキックは多用されていない。
チョップ（真ライダーチョップ）
下記のスパインカッターを利用し、相手を切り裂く切断技。
ジャンプ（真ライダージャンプ）
バッタの特性を最大限に活かし、パンチやキックの威力を最大限に発揮する驚異的なジャンプ力を有し、たやすくビルの屋上に飛び乗ることが可能。
ハイバイブ・ネイル
湾曲した爪。人間には停止したように見える高周波振動を起こし、触れるのみで敵を切り裂き、肉体を貫く。いかなる鋭利な刃物で切ったものよりも滑らかな切り口である。
『ウルトラマンVS仮面ライダー』で下記のスパインカッターと合わせて改造兵士レベル2を倒した技と紹介されている。
スパインカッター
前腕や足に生える鮫の歯に酷似した鋸・棘状の毛爪。通常は腕や足に密着しているが、戦闘時に立つことで武器となる。金属を易々と切り裂くほか、防御にも使用される。上記のチョップ技と併用し、効果を発揮する。抜け落ちてもすぐに生え替わり、機能を回復する。
ブレイクトゥーサー
裂けた顎に形成される鋭利な歯で、500キログラムから600キログラムの顎の力で金属さえも噛み砕く。
腕力
驚異的な力を発揮する。豪島の頭部を延髄ごと引き抜いた。
脚力
驚異的な力を発揮する。劇中での描写は少ないが、腕力以上に強力。
テレパシー
呼応反応に使用。ただし鬼塚からの一方的なものであった。
超強力念力（劇中未使用）
相手を念力で粉砕する。

### その他の登場作品
映画『仮面ライダーディケイド オールライダー対大ショッカー』
『仮面ライダーディケイド』の映画作品。終盤で、大ショッカーに苦戦するディケイドを助けるため他のライダーと共に登場。映画初出演となりこの作品以降はZOやJと共にオールライダー（歴代仮面ライダー）の一員として登場する他、本作品の怪人に近い顔つきからややソフトな顔つきになっており、大ショッカーとの戦いではシオマネキングと戦ったほか、ジオフィリドワームとモールイマジン（ブラック）を素手で吹き飛ばした。また、本編では使用することがなかった高く飛び上がってのライダーキックも本作品で披露した。
DC（ディレクターズ・カット）版ではより戦闘シーンが追加されている。

テレビスペシャル『平成から昭和まで！仮面ライダー大集合』
2009年8月8日放送の上記映画作品のプロモーション特番。『ディケイド』メインの番組ながら、シンが全編にわたって写真・映像を交えながらトークのネタにされた。

ネット版『仮面ライダーディケイド オールライダー超スピンオフ』
「陳情！真・仮面ライダー第一章」に登場。「『真・仮面ライダー 序章』ということは『本編』が始まるはず。このビデオの続きは無いのか？」と尋ねる光夏海（『ディケイド』のヒロイン）に対し、「続きが作られることなく終わった未完の大作」として本作品を紹介。そこへシンが自ら執筆した続編の企画書を持って光写真館に現れ、士や夏海と共に東映本社へ乗り込み、映像化を実現させ子供たちのヒーローになるが、夢オチという結末だった。初めて劇中において「仮面ライダーシン」と呼称された。

映画『オーズ・電王・オールライダー レッツゴー仮面ライダー』
『仮面ライダー電王』と『仮面ライダーオーズ/OOO』の映画作品。1号、2号、NEW電王、オーズを救うために他の悪の組織を吸収し一大勢力となったショッカーの怪人連合を倒すべく人々の思いを受けて他の仮面ライダーと共に登場。本作品に登場した改造兵士レベル2と戦った。公式の映像として初めて「シン」と呼ばれたほか、全員でバイクに乗るシーンでは確認しづらいものの初めて仮面ライダーとしてバイクに搭乗した。この姿は同作コレクターズパックの初回限定スリーブケースでも確認できる。パンフレットでは「真・仮面ライダー序章（エピローグ）」と誤表記されている。

ネット版『オーズ・電王・オールライダー レッツゴー仮面ライダー 〜ガチで探せ！君だけのライダー48〜』
「Type10. ピーマン！真のライダー魂なのか?!〜やぎ座B型の君へ〜」にメインゲストとして登場。声優は大川透。

映画『仮面ライダー×スーパー戦隊 スーパーヒーロー大戦』
ゴーカイレッドに時空の狭間に消されていたが終盤で他の仮面ライダー、スーパー戦隊たちと共に復活し駆け付け、大ショッカー、大ザンギャック（ショッカー・ザンギャック連合）と戦った。

ネット版『仮面ライダーフォーゼ みんなで授業キターッー』
「先輩ライダーを学べ！ラビットハッチで僕と握手」の『外・見・強・烈』に登場。最初にラビットハッチに現れた際は如月弦太朗には怪人だと勘違いされた。友子から事情を説明されると「シン先輩」と尊敬し、友情の握手をするも力が強く仮面ライダーフォーゼは痛がっていた。

映画『平成ライダー対昭和ライダー 仮面ライダー大戦 feat.スーパー戦隊』
声優は久保田悠来。物語開始時点で既にロックシードに変えられたが終盤で復活。地下帝国バダンの戦闘員として登場したショッカー戦闘員軍団と戦った。平成ライダーとの最終決戦では仮面ライダー龍騎や仮面ライダー電王（ソードフォーム）と戦った。葛葉紘汰 / 仮面ライダー鎧武役の佐野岳はアフレコでシンの声を「インベスかと思った」とパンフレットで語っている。

映画『スーパーヒーロー大戦GP 仮面ライダー3号』
歴史改変の影響を受けショッカーに敗れたのちにショッカー首領の電子頭脳（「歴史改変マシン」）により洗脳されて他の仮面ライダーと共にショッカーライダーとなり、仮面ライダードライブを襲撃する。最終決戦では1号と2号が電子頭脳を利用して復活した影響によりショッカーライダーの洗脳が解け、正義の仮面ライダーとしてショッカーに立ち向かったがライダーロボの歴史改変ビームで消されてしまった。

映画『セイバー+ゼンカイジャー スーパーヒーロー戦記』
仮面ライダー50周年×スーパー戦隊45作品記念。

小説版『S.I.C. HERO SAGA MASKED RIDER SHIN EDITION -終わりの始まり、始まりの終わり-』
本作品の後日譚（数十年後）。本作品の後、改造兵士にされた弊害により人間だったころの記憶を少しずつ失い、小説版時点においては記憶を全て無くした状態で、財団の改造兵士として新に差し向けられた。

## 財団
軍事産業を主要財源とし、政財界などあらゆる分野で世界規模の影響力を持つ多国籍複合企業体。全世界の政治、経済、科学、文化などを全て統一し、人間の誕生から死までに関する、あらゆる経済活動を自分たちの影響下に置くことが基本方針である。ニューヨークに本部を持つ。傘下組織であるISSを最終的には失っているが、財団自体はまだ存続し続けている。
日本支部・ISS(Institute of Super Science)
財団傘下の生化学研究所。癌やエイズといった難病の遺伝子治療のための医療技術開発をしていた。しかし、この研究が「究極の兵士」の誕生に繋がると見込んだ財団により、軍事利用のために改造兵士開発に乗り出した。最終的には、CIAの特殊部隊の襲撃によって壊滅した。

### 財団のメンバー
氷室 巌（）
ISSの所長。45歳。一見温和な紳士だが、その本性は冷酷無比である。「財団」の命令で大門を騙し、彼にサイボーグソルジャーの研究に加担させる。しかし、CIAの介入による数々の失敗により自分の身も破滅し、どうせ帰っても責任を取らされると3人を道連れにしようとマシンガンを乱射し真を庇った愛を射殺。生身の人間ながら最後は怒りを爆発させたシンのハイバイブネイルとスパインカッターの猛攻撃を受けて惨殺される。

豪島（） / 改造兵士レベル2
氷室の腹心。表向きはISSで警備班のリーダーとして活動しているが、実際には氷室の懐刀として活動しており、財団に敵対する者の抹殺を使命とする。その正体は体細胞の強化とアンドロイド工学の技術を融合することで作り出された強化兵士・改造兵士レベル2。普段は人間と違わぬ顔に装っているが、戦いの時は無表情な人工皮膚のマスクの下に隠された人工物質と強化筋肉で構成された胴体を露わにする。武器は右腕の鋏。CIAによる鬼塚義一護送の妨害工作作戦時、セーラ・深町の攻撃を受け正体を現し、彼女以外のCIA工作員を皆殺しにした後、彼女にも襲いかかる。その寸前、バッタの持つテレパシー能力に導かれて現場に現れた風祭真が、鬼塚＝同族の死に連動して仮面ライダーシンに変身。そのまま激突するが、セーラが放ったロケットランチャーに吹き飛ばされ、その場は引き分けとなり、一時行方をくらます。 二戦目ではシンが氷室を惨殺した直後、壁を突き破り現れ激闘を繰り広げ、最後はシンのハイバイブネイルで頭部を脊髄ごと引き抜かれて生命機能が停止する。頭の中に内蔵された本体の秘密を守るための自爆装置を作動させ、脊椎を絡ませることでシンを巻き込もうと図るも失敗、そのまま爆死する。
- デザインを担当した雨宮の意向で、『仮面ライダー』に登場する蜘蛛男の要素を取り入れることが考えられ、当初は蜘蛛の足があるデザインが描かれていた。

その他の登場作品
映画『仮面ライダーワールド』
シャドームーンの配下の怪人として登場し、仮面ライダーZOや仮面ライダーJと戦った。この際は右腕が普通の腕になっており、槍を武器として扱っていた。Jと戦うも槍をJに奪われて斬りつけられ、連続パンチを浴びた後にJキックを受けて爆死する。
映画『オーズ・電王・オールライダー レッツゴー仮面ライダー』
ショッカーの怪人連合の同盟怪人の一員として登場。仮面ライダーシンと戦った。また、一部の資料によるとショッカーと結託した組織や種族から集まった国連会議に参加する代表者11人のうちの1人として登場したテラー・ドーパント率いる財団に所属している。

鬼塚 義一（） / 改造兵士レベル3
改造兵士の研究に携わる科学者。38歳。ISSの研究主任で、臨床的免疫工学の博士。オカルト関係において狂信的な人物で、理想国家の建国という幻想にとり付かれ、秘密裏に自らと真の身体を無断で、飛蝗の特殊能力を研究し、分子的外科手術を施して、人間と飛蝗の遺伝子を融合した改造兵士レベル3に改造する。氷室からは飛蝗の能力に着目するなどその行動力と手腕は高く評価されており、その行動を概ね黙認している。
変身した姿は真のそれとほとんど同じだが、決定的な差異として第3の眼を有していない。そのため変身後は人間としての意識を失い、抑制できない破壊衝動によって殺戮を行ってしまうこととなる。
その存在は財団には黙認されていたが、CIAに鬼塚が襲撃されたことを知った氷室に拘束され商品サンプルとしてトレーラーで運搬される中、最後はCIAのロケットランチャーの爆撃により、焼死する。

### 改造兵士（サイボーグ・ソルジャー）
改造兵士（サイボーグ・ソルジャー）とは、財団が各国へ超強力な軍事力として販売することを目的に造り出された改造人間の総称である。生体兵器としての意味合いが強い。改造のレベルは3段階に分けられる。
レベル1
人体の遺伝子情報から不治、またはそれに近い難病を発症させる可能性のある因子を排除しつつ、人体そのものを強化させる。

レベル2
“レベル1”の改造により強化された人体に機械などの各種サポートユニットを埋め込み、人体の機能を必要な状況に応じて強化させる。最大出力や防御力では後述の“レベル3”を上回る性能を発揮するが、人間形態（人間の姿）=改造前の姿には基本的に戻ることができず、人工皮膚で人間の姿に擬態する必要がある。また、機械的な改造であるために生物が持つ自己進化能力（パワーアップ）は失っており、戦闘経験を積むことで根本的な能力が上昇することはなく、能力を強化するためには再改造が必要である。人間を素体としているにもかかわらず、“レベル2・豪島”はいささかロボットのように無機質な動きをするシーンが多々見られた。兵器としては申し分ない性能を誇るため、財団はこの段階の改造兵士を商品として量産する予定であったが、“レベル3”の発揮する潜在能力や自己進化能力、擬似能力による潜伏力に着目して次の段階の開発を進めることを決定する。
- 本作品に登場した物の他にも雨宮慶太によりデザイン案として改造兵士レベル2 クモ男も描かれている。

レベル3
別種の遺伝子情報を人体に埋め込んだり、人体そのものの遺伝子情報を変化させたりして、人間の体質を細胞レベルから強化させる。“レベル2”は機械的な人体強化で元来のサイボーグに対し、“レベル3”は生物的な人体強化でバイオサイボーグに分類される。自己進化能力にも目を見張るものがあり、初期段階で“レベル2”の出力や防御力に劣っていたとしても、素体が経験値を積むことで能力が向上して圧倒することが可能である。財団では、この段階の改造兵士を局地戦汎用ゲリラコマンドとして量産化する予定であったらしい。

## キャスト
- 風祭真 / 仮面ライダーシン - 石川功久
- 明日香愛 - 野村裕美
- 鬼塚義一 - 片岡弘貴
- 風祭大門 - 石濱朗
- セーラ・深町 - 塚田きよみ
- 豪島 - 安藤麗二
- 仮面ライダーシン[出典 3]、改造兵士レベル3[33] - 岡元次郎
- 財団の兵士[45] - 高岩成二
- その他[46] - 山口照雄
- インストラクター - 小野寺丈
- 山浦栄
- 大内陽子
- 矢野明仁
- ラジオのアナウンサーの声、企業幹部の一人 - 寺杣昌紀
- 視察団メンバー - 石ノ森章太郎（特別出演）
- 氷室巌 - 原田大二郎
- 結城卓也 - 高嶋政伸（友情出演）

## スタッフ
- 原作 - 石ノ森章太郎
- エグセクティブプロデューサー - 村上克司（バンダイ）
- 企画 - 吉川進（東映）
- プロデューサー - 鵜之沢伸・久保聡（バンダイ）、堀長文、白倉伸一郎
- 脚本 - 宮下隼一、小野寺丈
- 音楽 - 宇崎竜童、和田薫、羽毛田丈史、松浦善博
- 音楽プロデューサー - 峰松毅（バンダイビジュアル）
- レコーディングエンジニア - 高橋一成（スタジオシヤングリラ）、川部修久（セディックスタジオ）、池田佳史
- オリジナル サウンドトラック盤 - バンダイビジュアル
- 撮影 - 瀬尾脩
- 美術 - 内田欣哉
- 照明 - 吉村光巧
- 録音 - 柿沼紀彦
- 整音 - 太田克己
- 編集 - 菅野順吉
- 助監督 - 萩原雅宏
- キャスティング - 酒井福夫
- 進行主任 - 佐野仁
- 製作担当 - 市倉正男
- 特撮監督 - 矢島信男
- キャラクター造型 - レインボー造型企画
- アクション監督 - 金田治、山田一善（ジャパンアクションクラブ）
- 記録 - 國米美子
- 助監督 - 須藤一樹、近藤孔明、竹内英孝
- 撮影助手 - 田中久之、佐々木伸敏
- 照明助手 - 白井将成、中島淳司、真崎良人、矢木康史
- 美術助手 - 新田隆之
- 録音助手 - 渡辺一夫、高野泰雄
- 編集助手 - 剣持久美子
- ネガ編集 - 長田直樹
- 音響効果 - 大泉音映
- 選曲 - 金成謙二
- リーレコ - 岡村昭治
- 装置 - 杉本喜作
- 背景 - 松下潔
- セット付 - 中森宗男
- 装飾 - 高桑道明、笠原貞徳、赤星裕史
- 操演 - 宇田川幸夫
- 衣裳 - 大掛裕子
- 美粧 - アート メーク・ドキ
- 演技事務 - 谷中康子
- 進行 - 原田良晴、島村二郎
- カースタント - 武士レーシングチーム
- 美術制作 - 東映美術センター
- 変身コーディネイト - 雨宮慶太
- バッタクリーチャー製作 - 竹谷隆之、中原誠、韮沢靖、高橋雅人
- ダミーヘッド製作 - 高柳祐介、阿部正俊
- ダミーヘッド・メカニカル製作 - 木村明彦
- 特殊メイク - 佐和一弘、笠井晶次郎
- CG - 篠原保
- 特撮 - (株)特撮研究所
  - 操演 - 鈴木昶、尾上克郎
  - 撮影 - 高橋政千
  - 美術 - 佛田洋
- 視覚効果 - 映画工房
- 現像 - 東映化学
- 宣伝 - 植田繁、小松崎史子（バンダイ）
- 宣伝デザイン - 高橋応友（スリーコード）、鈴木和雅（イエロー）
- スチール - 小林秀光、柿沼剛（TEXNE）
- 製作協力 - 東映東京撮影所
- 監督 - 辻理
- 製作 - 東映株式会社、東映ビデオ株式会社

## 主題歌
エンディングテーマ「Forever」
作詞 - 阿木燿子 / 作曲 - 宇崎竜童 / 編曲 - 湯川徹 / 歌 - 渡辺典子
- 作品が非常にハードな内容になったため、エンディングテーマをインストゥルメンタルにするという案もあったが、最終的に「やさしく包み込むような歌声で締めくくりたい」ということで歌を入れることになった。楽曲制作に当たっては歌手の選考を最初に行い、歌唱法も詞の内容も感情を優先する形で作られている。シングルとしてはリリースされず、サントラおよびオムニバスアルバムへの収録にのみ留まっている。

## 映像ソフト化
- ビデオ（VHS、セル・レンタル共通）とLD（セルのみ）がリリースされている（ビデオ作品につき、リリース日は本項冒頭に記載）。

※これ以降のメディア作品は、すべてバンダイビジュアルが発売・販売。
- DVD版は2008年4月25日に発売。
- Blu-ray版は2015年12月24日に、本作品を含め実写版仮面ライダー全3作品を収録したオムニバス盤『仮面ライダー:真・ZO・J Blu-ray BOX』と題し発売[48]された。映像特典としてアニメ『仮面ライダーSD』のHDリマスター版も収録される。

## 他媒体展開
特記のない限り、いずれの作品にも仮面ライダーシンが登場。

### 映画
『仮面ライダーワールド』
改造兵士レベル2が登場。
『劇場版 仮面ライダーディケイド オールライダー対大ショッカー』（2009年8月8日公開）
『仮面ライダーディケイド』の単独作品。
『オーズ・電王・オールライダー レッツゴー仮面ライダー』（2011年4月1日公開）
仮面ライダーシンと改造兵士レベル2が登場。
スーパーヒーロー大戦シリーズ
いずれも仮面ライダーシリーズとスーパー戦隊シリーズのクロスオーバー作品。
『仮面ライダー×スーパー戦隊 スーパーヒーロー大戦』（2012年4月21日公開）
『平成ライダー対昭和ライダー 仮面ライダー大戦 feat.スーパー戦隊』（2014年3月29日公開）
『スーパーヒーロー大戦GP 仮面ライダー3号』（2015年3月21日公開）
仮面ライダーシンが登場。
『セイバー+ゼンカイジャー スーパーヒーロー戦記』（2021年7月22日公開）
仮面ライダーシンが登場。

### ネットムービー
『仮面ライダーディケイド オールライダー超スピンオフ』

### 漫画
- 別冊コロコロコミックスペシャル 1992年2月号（44号）掲載 - 画・たかや健二
  - 氷室巌が優秀な科学者で、自らを改造するも暴走したため、部下で同じく改造された風祭真に殺されていたという設定が大きく異なっている。ストーリーは氷室の高校生の息子が大けがを負い風祭真の血を輸血されたことから特殊能力を得て事件が起きるというもの。なお、本作品では主人公・真の読みは『まこと』になっている。
- 週刊少年サンデー増刊号1991年12月号掲載 - 画・正木秀尚

### ゲーム
ゲーム『オール仮面ライダー ライダージェネレーション』
2011年8月4日に発売されたニンテンドーDS用ソフト。仮面ライダーシンが家庭用テレビゲームソフトに初登場。
ゲーム『オール仮面ライダー ライダージェネレーション2』
2012年8月2日に発売されたニンテンドーDS&PSP用ソフト。仮面ライダーシンが登場。
ゲーム『データカードダス仮面ライダーバトル ガンバライド』
2008年から2013年にかけて稼働していたトレーディングカードアーケードゲーム。2012年5月に稼動した05から仮面ライダーシンが登場。

## その他
- 予告編では真と愛が全裸で抱き合うシーンがあったが、諸事情から完成版ではカットされている。
- 双葉社の書籍『仮面ライダーの常識』[49]では、本作品に登場する「財団」と後年の作品『仮面ライダーW』『仮面ライダーフォーゼ』などに登場する組織「財団X」の関係が、推測という形で示唆されている[50]。
- ダイアプレスの書籍『特撮ドラマ ココがヘンだよ！』[51]では、仮面ライダー関連のイベントにシンを他作品の仮面ライダーたちと共に参加させたところ、子供が怪人と勘違いして泣いてしまい、それ以来はイベント出禁となったことが記述されている[52]。